# Sotkornsskapania
Sotkornsskapania (Scapania cuspiduligera) är en levermossart som först beskrevs av Christian Gottfried Daniel Nees von Esenbeck, och fick sitt nu gällande namn av K. Müll.. Sotkornsskapania ingår i släktet skapanior, och familjen Scapaniaceae. Enligt den finländska rödlistan är arten sårbar i Finland. Arten är reproducerande i Sverige. Artens livsmiljö är kalkstensklippor och kalkbrott.